# Eli Junior Kroupi
Eli Junior Eric Anat Kroupi (* 23. Juni 2006 in Lorient) ist ein französisch-ivorischer Fußballspieler, beim englischen Klub AFC Bournemouth in der Premier League spielt.

## Sportlicher Werdegang

### Vereinskarriere
Kroupi begann seine fußballerische Ausbildung 2013 beim FC Lorient. Ende der Saison 2021/22 spielte er bereits die ersten Male für die zweite Mannschaft in der National 2, wo er in drei Spielen zwei Tore schoss. Im Sommer 2022 unterzeichnete er bereits seinen ersten Profivertrag bei Lorient. In der Folgesaison wurde er dort Stammspieler und schoss sieben Tore. Am letzten Spieltag jener Saison 2022/23 wurde er bei einem 2:1-Sieg über Racing Straßburg eingewechselt und debütierte somit in der Ligue 1. Dadurch wurde er zum jüngsten eingesetzten Spieler der Vereinshistorie vor Mattéo Guendouzi. Nachdem er bereits in den ersten Spielen der Folgespielzeit eingesetzt worden war und auch schon Tore aufgelegt hatte, schoss er am sechsten Spieltag bei einer 3:5-Niederlage gegen den FC Nantes sein erstes Tor im Profibereich. Hierdurch wurde Kroupi auch zum jüngsten Torschützen der Vereinsgeschichte und löste somit den Rekord von André Ayew ab. Zwei Spieltage später gelang ihm gegen Olympique Lyon auch schon sein erster Doppelpack. Im Februar 2025 wechselte er zum AFC Bournemouth und wurde direkt zurück an Lorient verliehen. Mit insgesamt 22 Saisontoren wurde er in der Zweitligasaison 2024/25 Torschützenkönig der zweithöchsten französischen Spielklasse.

### Nationalmannschaftslaufbahn
Kroupi spielte bislang für diverse Juniorennationalmannschaften Frankreichs und schoss dabei schon viele Tore. Seit 2023 läuft er dabei für die französische U-19-Nationalmannschaft auf, mit der er bei der U-19-Europameisterschaft 2024 nach einer 0:2-Finalniederlage gegen Spanien Vize-Europameister wurde.

## Familie
Eli Junior Kroupi ist der Sohn des ehemaligen Fußballprofis in der Ligue 1 und Ligue 2 und des ehemaligen ivorischen Nationalspielers Élie Kroupi.